# أكسل مولر (لاعب اتحاد الرغبي)
أكسل مولر (بالإسبانية: Axel Müller) هو لاعب اتحاد الرغبي أرجنتيني، ولد في 25 نوفمبر 1993.

## وصلات خارجية
- أكسل مولر على موقع سلسلة سباعيات الرغبي العالمية - رجال (الإنجليزية)
- أكسل مولر عل موقع إسبنسكروم (الإنجليزية)
- أكسل مولر على موقع ItsRugby.co.uk (الإنجليزية)
- أكسل مولر على موقع اللجنة الأولمبية الدولية (الإنجليزية)
- أكسل مولر على موقع أوليمبيديا (الإنجليزية)
- أكسل مولر على موقع اللجنة الأولمبية الأرجنتينية (الإسبانية)